# Basket Rimini Crabs 2006-2007
Questa voce raccoglie le informazioni riguardanti il Basket Rimini Crabs, sponsorizzato Coopsette, nelle competizioni ufficiali della stagione 2006-2007.

## Verdetti stagionali
- Legadue:
  - stagione regolare: 2º posto su 16 squadre (bilancio di 22 vittorie e 8 sconfitte);
  - play-off: eliminazione dalle semifinali da Pesaro (0-3).
- Coppa Italia di Legadue: eliminazione in semifinale da Rieti.

## Stagione

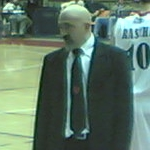
Coach Giampiero Ticchi

In panchina torna Giampiero Ticchi, alla sua seconda parentesi da capoallenatore a Rimini dopo la sfortunata esperienza del 2000-01 in serie A1.
Rispetto alla squadra dell'anno precedente rimangono in organico solo capitan Scarone, il pivot Guarasci ed i fratelli Filloy oltre all'esuberante Tim Pickett, recuperato dopo aver scontato una squalifica per positività alla cannabis. Arrivano l'esperto lungo Zanus Fortes ed il giovane playmaker Pinton, mentre sia Rinaldi che Vitale rientrano dai rispettivi prestiti ad Ozzano e Veroli. L'organico viene completato dall'ala americana Omar Thomas, inizialmente in prova per una decina di giorni e successivamente confermato fino al termine della stagione grazie alle convincenti prestazioni in precampionato. Il giovane lungo lituano Skurdauskas, stabilmente utilizzato nella formazione under-21, è schierato anche in prima squadra in caso di assenze di altri giocatori.
La stagione inizia subito con una striscia di 5 vittorie consecutive, in un campionato che vede già la presenza di formazioni sulla carta quotate come Pesaro, Caserta e Rieti. Durante lo svolgimento della regular season, Rimini è sempre piazzata nelle parti alte della classifica.
Alla vigilia dell'ultima giornata, Caserta era solitaria al primo posto, ad una vittoria di distanza seguivano Rieti e la stessa Rimini. Nel turno decisivo Caserta perde clamorosamente a Pavia, mentre i riminesi espugnano il campo di Casale Monferrato: in caso di arrivo a pari merito tra le due formazioni, sarebbe stata proprio Rimini ad essere promossa in virtù della differenza canestri. Ad andare in serie A è però la compagine reatina, che batte Pesaro in trasferta 73-75 al termine di un tempo supplementare: inutile il tentativo a fil di sirena del pesarese Robert Fultz, con la tripla del possibile sorpasso che si infrange corta sul ferro. La classifica finale vede quindi sia Rieti che Rimini che Caserta in testa a pari merito con 44 punti, con i laziali promossi grazie alla favorevole classifica avulsa.
Con il 2º posto la Coopsette è costretta a proseguire il suo cammino disputando i play-off, accoppiata ai quarti di finale con Casale Monferrato. Nonostante l'arrivo dell'oriundo Moldú la serie è una battaglia combattuta, con i piemontesi che si impongono sia in gara-1 che in gara-3. La decisiva gara5 è giocata al 105 Stadium ed è vinta da Rimini in rimonta, dopo essere stata sotto anche di 16 punti a soli 11 minuti dalla fine.

Avviene dunque il passaggio alle semifinali: l'avversario è quella Pesaro degli ex Myers e Morri, squadra già in grado di trionfare in entrambi i derby disputati in regular season. La serie inizia con le due vittorie pesaresi al 105 Stadium e si conclude all'Adriatic Arena col definitivo 3-0, spegnendo definitivamente le speranze di promozione di Rimini.

## Organigramma societario
Area dirigenziale
- Presidente: Adriano Braschi
- Amministratore delegato: Renzo Vecchiato

Area comunicazione
- Addetto stampa: Alessandro Ceccoli

Area sportiva
- General manager: Renzo Vecchiato

Area tecnica
- Allenatore: Giampiero Ticchi
- Vice allenatore: Massimo Galli
- Assistente allenatore: Livio Neri

Area sanitaria
- Medico sociale: Enzo Corbari
- Preparatore atletico: Marzio Balducci
- Massaggiatore: Marco Muccini
- Massaggiatore: Alberto Corbari

## Roster
| Basket Rimini Crabs 2006-2007 | Basket Rimini Crabs 2006-2007 |
| Giocatori                     | Staff tecnico                 |
| ----------------------------- | ----------------------------- |

| N. | Naz.                                     | Ruolo | Nome                   | Anno | Alt.   | Peso   |  |
| -- | ---------------------------------------- | ----- | ---------------------- | ---- | ------ | ------ |  |
| 4  | Stati Uniti (bandiera)                   | A     | Omar Thomas            | 1982 | 195 cm | 95 kg  |  |
| 5  | Argentina (bandiera) · Italia (bandiera) | P     | Ariel Filloy           | 1987 | 190 cm | 87 kg  |  |
| 6  | Argentina (bandiera) · Italia (bandiera) | PG    | Pablo Moldú            | 1978 | 191 cm | 92 kg  |  |
| 7  | Stati Uniti (bandiera)                   | GA    | Tim Pickett            | 1981 | 193 cm | 84 kg  |  |
| 8  | Italia (bandiera)                        | P     | Mauro Pinton           | 1984 | 180 cm | 80 kg  |  |
| 9  | Italia (bandiera)                        | C     | Cristiano Zanus Fortes | 1971 | 206 cm | 112 kg |  |
| 10 | Italia (bandiera)                        | GA    | Andrea Vitale          | 1981 | 199 cm | 92 kg  |  |
| 11 | Lituania (bandiera)                      | C     | Pranas Skurdauskas     | 1988 | 206 cm | 103 kg |  |
| 12 | Argentina (bandiera) · Italia (bandiera) | GA    | Demián Filloy          | 1982 | 198 cm | 95 kg  |  |
| 13 | Argentina (bandiera) · Italia (bandiera) | PG    | Germán Scarone (C)     | 1975 | 190 cm | 86 kg  |  |
| 14 | Canada (bandiera) · Italia (bandiera)    | AC    | Peter Guarasci         | 1974 | 204 cm | 104 kg |  |
| 15 | Italia (bandiera)                        | AC    | Tommaso Rinaldi        | 1985 | 204 cm | 101 kg |  |

| Allenatore                                                                               |
| - Giampiero Ticchi                                                                       |
| Assistente/i                                                                             |
| - Massimo Galli - Livio Neri Legenda - (C) Capitano Roster Aggiornato al: 30 giugno 2007 |

## Risultati

### Campionato

#### Stagione regolare

##### Girone di andata
| Arbitri: | Giovanni Di Modica Emanuele Aronne Barbara La Rocca |

|             |          |              |
| Pickett 24  | Punti    | 21 Bunn      |
| Pickett 3   | Assist   | 6 Maestranzi |
| D. Filloy 8 | Rimbalzi | 8 Williams   |

| Arbitri: | Alessandro Martolini Giorgio Provini Francesco Paronelli |

|              |          |            |
| Veal 24      | Punti    | 23 Pickett |
| Thomas 4     | Assist   | 5 Scarone  |
| Melchionni 9 | Rimbalzi | 10 Thomas  |

| Arbitri: | Luca Weidmann Evangelista Caiazza Eduardo Ciano |

|                   |          |           |
| Scarone 24        | Punti    | 20 Melvin |
| Scarone, Thomas 4 | Assist   | 4 Smith   |
| Thomas 10         | Rimbalzi | 8 Melvin  |

| Arbitri: | Maurizio Pascotto Vincenzo Terranova Andrea Masi |

|               |          |                                 |
| Whiting 27    | Punti    | 22 Thomas                       |
| Giovacchini 6 | Assist   | 5 Pickett, Scarone              |
| Verginella 9  | Rimbalzi | 8 Pickett, Thomas, Zanus Fortes |

| Arbitri: | Massimiliano Filippini Gaetano Perretti Renato Giovanrosa |

|            |          |               |
| Pickett 22 | Punti    | 18 Coleman    |
| Thomas 3   | Assist   | 3 A. Niccolai |
| Thomas 10  | Rimbalzi | 11 Coleman    |

| Arbitri: | Gianni Caroti Massimiliano Barni Gabriele Bettini |

|             |          |           |
| Thomas 21   | Punti    | 37 McKie  |
| A. Filloy 4 | Assist   | 5 Ghiacci |
| D. Filloy 8 | Rimbalzi | 7 Tyler   |

| Arbitri: | Alessandro Martolini Alessandro Vicino Saverio Lanzarini |

|            |          |                                 |
| Collins 21 | Punti    | 20 A. Filloy                    |
| Collins 6  | Assist   | 1 A. Filloy, D. Filloy, Pickett |
| Nnamaka 8  | Rimbalzi | 10 Pickett                      |

| Arbitri: | Giovanni Di Modica Barbara La Rocca Roberto Castelluccio |

|                       |          |           |
| Pickett 24            | Punti    | 16 Young  |
| Scarone 7             | Assist   | 3 Rotondo |
| D. Filloy, Guarasci 8 | Rimbalzi | 7 Yango   |

| Arbitri: | Roberto Pasetto Emanuele Aronne Vincenzo Terranova |

|           |          |            |
| Monroe 34 | Punti    | 31 Scarone |
| Monroe 5  | Assist   | 4 Pickett  |
| Monroe 10 | Rimbalzi | 5 Thomas   |

| Arbitri: | Maurizio Pascotto Maurizio Biggi Alessandro Tirozzi |

|            |          |             |
| Pickett 17 | Punti    | 22 Rush     |
| Scarone 5  | Assist   | 3 Rush      |
| Pickett 9  | Rimbalzi | 10 Maggioli |

| Arbitri: | Giovanni Di Modica Luca Weidmann Roberto Pinto |

|             |          |            |
| Hicks 24    | Punti    | 31 Pickett |
| Myers 6     | Assist   | 2 Scarone  |
| Žukauskas 8 | Rimbalzi | 9 Thomas   |

| Arbitri: | Gianni Caroti Gaetano Perretti Fabrizio Conti |

|             |          |                      |
| Jacobson 10 | Punti    | 18 Guarasci          |
| Piazza 2    | Assist   | 2 A. Filloy, Pickett |
| Williams 11 | Rimbalzi | 9 Guarasci           |

| Arbitri: | Alessandro Vicino Gianluca Calbucci Alessandro Tirozzi |

|            |          |             |
| Scarone 25 | Punti    | 23 Langford |
| Pickett 5  | Assist   | 4 Langford  |
| Thomas 9   | Rimbalzi | 12 Lollis   |

| Arbitri: | Roberto Pasetto Corrado Federici Eduardo Ciano |

|                    |          |             |
| Diener 29          | Punti    | 29 Thomas   |
| Levin 4            | Assist   | 4 Scarone   |
| Bruttini, Diener 6 | Rimbalzi | 10 Guarasci |

| Arbitri: | Luca Weidmann Evangelista Caiazza Alessandro Terreni |

|             |          |                       |
| Scarone 18  | Punti    | 14 Formenti           |
| D. Filloy 4 | Assist   | 2 Bennerman, Formenti |
| Thomas 11   | Rimbalzi | George 10             |

##### Girone di ritorno
| Arbitri: | Giorgio Provini Vincenzo Terranova Fabrizio Conti |

|                       |          |             |
| Williams 18           | Punti    | 24 Pickett  |
| Maestranzi, Sciutto 6 | Assist   | 4 Pickett   |
| Williams 8            | Rimbalzi | 9 D. Filloy |

| Arbitri: | Maurizio Pascotto Emanuele Aronne Andrea Masi |

|                      |          |                   |
| Pickett 18           | Punti    | 21 Aguiar         |
| D. Filloy 4          | Assist   | 4 Conley, Rusconi |
| D. Filloy, Pickett 8 | Rimbalzi | 9 Rusconi         |

| Arbitri: | Massimiliano Barni Alessandro Martolini Alessandro Terreni |

|              |          |            |
| Helliwell 21 | Punti    | 15 Pickett |
| Smith 9      | Assist   | 3 Pickett  |
| Helliwell 17 | Rimbalzi | 8 Guarasci |

| Arbitri: | Giorgio Provini Corrado Federici Alessandro Tirozzi |

|                      |          |                      |
| Pickett 25           | Punti    | 16 Brkic             |
| D. Filloy, Scarone 3 | Assist   | 4 Giovacchini        |
| Guarasci 13          | Rimbalzi | 8 Brkic, Giovacchini |

| Arbitri: | Emanuele Aronne Gianluca Calbucci Eduardo Ciano |

|               |          |                              |
| Carr 27       | Punti    | 13 Guarasci, Thomas, Vitale  |
| A. Niccolai 5 | Assist   | 3 D. Filloy, Pickett, Thomas |
| Coleman 10    | Rimbalzi | 7 Thomas                     |

| Arbitri: | Maurizio Pascotto Roberto Pinto Andrea Masi |

|           |          |             |
| McKie 20  | Punti    | 21 Thomas   |
| Tyler 2   | Assist   | 3 D. Filloy |
| Callori 9 | Rimbalzi | 8 D. Filloy |

| Arbitri: | Roberto Pasetto Giorgio Provini Gabriele Bettini |

|                      |          |            |
| Pickett 29           | Punti    | 17 Collins |
| A. Filloy, Pickett 3 | Assist   | 3 Masoni   |
| D. Filloy 13         | Rimbalzi | 7 Marigney |

| Arbitri: | Alessandro Martolini Luca Weidmann Gaetano Perretti |

|          |          |            |
| Yango 20 | Punti    | 23 Pickett |
| Yango 3  | Assist   | 4 Thomas   |
| Yango 8  | Rimbalzi | 10 Thomas  |

| Arbitri: | Massimiliano Filippini Gianluca Calbucci Renato Giovanrosa |

|            |          |           |
| Scarone 27 | Punti    | 22 Monroe |
| Thomas 6   | Assist   | 8 Stanic  |
| Guarasci 8 | Rimbalzi | 7 Gatto   |

| Arbitri: | Giorgio Provini Roberto Pinto Corrado Federici |

|              |          |             |
| Hoover 26    | Punti    | 17 Pickett  |
| Hoover 2     | Assist   | 3 D. Filloy |
| Farrington 7 | Rimbalzi | 9 Guarasci  |

| Arbitri: | Evangelista Caiazza Maurizio Pascotto Gianni Caroti |

|                   |          |          |
| Scarone 24        | Punti    | 26 White |
| Scarone 6         | Assist   | 3 Morri  |
| Scarone, Thomas 6 | Rimbalzi | 11 White |

| Arbitri: | Massimiliano Barni Alessandro Terreni Eduardo Ciano |

|             |          |            |
| Thomas 21   | Punti    | 21 Aradori |
| A. Filloy 6 | Assist   | 3 Mathis   |
| Guarasci 11 | Rimbalzi | 5 Aradori  |

| Arbitri: | Alessandro Martolini Emanuele Aronne Andrea Masi |

|                   |          |                       |
| Langford 27       | Punti    | 22 Thomas             |
| Lollis 3          | Assist   | 2 D. Filloy, Pickett  |
| Lollis, Valenti 7 | Rimbalzi | 7 D. Filloy, Guarasci |

| Arbitri: | Giovanni Di Modica Saverio Lanzarini Francesco Paronelli |

|             |          |                 |
| Thomas 20   | Punti    | 19 Binetti      |
| Guarasci 3  | Assist   | 5 Diener        |
| Guarasci 20 | Rimbalzi | 7 Diener, Levin |

| Arbitri: | Gianni Caroti Roberto Pasetto Antonio Florian |

|              |          |            |
| Bennerman 19 | Punti    | 27 Pickett |
| Busciglio 7  | Assist   | 3 Scarone  |
| George 14    | Rimbalzi | 10 Thomas  |

#### Play-off
| Arbitri: | Massimiliano Filippini Saverio Lanzarini Alessandro Terreni |

|            |          |              |
| Thomas 13  | Punti    | 16 Katelynas |
| Scarone 5  | Assist   | 4 Fazzi      |
| Guarasci 7 | Rimbalzi | 15 George    |

| Arbitri: | Maurizio Pascotto Alessandro Vicino Gabriele Bettini |

|                        |          |                      |
| D. Filloy, Guarasci 16 | Punti    | 15 Bennerman, Masper |
| A. Filloy, Thomas 3    | Assist   | 7 Fazzi              |
| Guarasci 15            | Rimbalzi | 14 George            |

| Arbitri: | Emanuele Aronne Giovanni Di Modica Massimiliano Barni |

|                       |          |                |
| Bennerman 20          | Punti    | 15 Thomas      |
| Formenti, Katelynas 3 | Assist   | 4 Thomas       |
| George 12             | Rimbalzi | 7 Zanus Fortes |

| Arbitri: | Evangelista Caiazza Roberto Pasetto Alessandro Martolini |

|                     |          |             |
| Formenti, George 11 | Punti    | 17 Thomas   |
| Fazzi 6             | Assist   | 4 D. Filloy |
| George 11           | Rimbalzi | 8 Guarasci  |

| Arbitri: | Luca Weidmann Giorgio Provini Roberto Pinto |

|           |          |            |
| Thomas 21 | Punti    | 17 Pierich |
| Scarone 3 | Assist   | 4 Fazzi    |
| Thomas 16 | Rimbalzi | 10 George  |

| Arbitri: | Maurizio Pascotto Massimiliano Barni Alessandro Vicino |

|                     |          |                 |
| D. Filloy 18        | Punti    | 17 Hicks, White |
| Thomas 3            | Assist   | 6 Morri         |
| Guarasci, Pickett 7 | Rimbalzi | 8 Hicks         |

| Arbitri: | Massimiliano Filippini Alessandro Martolini Giorgio Provini |

|                     |          |            |
| Pickett 20          | Punti    | 22 Hicks   |
| D. Filloy, Pinton 2 | Assist   | 7 Fultz    |
| Thomas 7            | Rimbalzi | 11 Podestà |

| Arbitri: | Roberto Pasetto Evangelista Caiazza Gianni Caroti |

|          |          |                                 |
| White 26 | Punti    | 18 Scarone                      |
| Hicks 4  | Assist   | 1 A. Filloy, D. Filloy, Scarone |
| White 13 | Rimbalzi | 8 Thomas                        |

### Coppa Italia di Legadue
| Arbitri: | Roberto Pasetto Evangelista Caiazza Maurizio Biggi |

|                     |          |           |
| Guarasci 12         | Punti    | 25 Melvin |
| quattro giocatori 1 | Assist   | 4 Smith   |
| Scarone, Thomas 6   | Rimbalzi | 8 Prato   |